# Bonaventura Barattelli
Bonaventura Barattelli (L'Aquila, 22 ottobre 1888 – L'Aquila, 21 giugno 1933) è stato un compositore e pianista italiano.

## Biografia
Nacque all'Aquila nel 1888 da una nota famiglia di imprenditori edili. Studiò a Milano e insegnò anche a Roma, dove fu maestro, tra gli altri, di Nicola Costarella. Durante la prima guerra mondiale, Barattelli dovette rientrare all'Aquila per adempiere al servizio militare in caserma; la vita di provincia lo debilitò e lo sconfortò molto dal punto di vista fisico e artistico. Nel 1921 l'editore Ricordi gli pubblicò tre pezzi per pianoforte e nel 1922 fu tra gli artisti abruzzesi che fondarono il Conservatorio Luisa D'Annunzio a Pescara. Morì all'Aquila nel 1933, a soli 44 anni.
A lui è intitolata la Società Aquilana dei Concerti "B. Barattelli", fondata nel 1946 da Nino Carloni.

## Opere
Il M° Antonio Piovano nel 1979 incise un disco vinile "Omaggio a Bonaventura Barattelli", per conto dell'EPT L'Aquila, con il meglio della sua produzione al pianoforte.